# 童書森林中之島
童書森林中之島（日语：こども本の森 中之島）位於日本大阪市北區中之島公園内，為一間專為兒童設計的圖書館建築，於2020年7月啟用。建築由安藤忠雄設計。開幕時的藏書由大阪市民捐贈共1萬7,000多冊。
安藤忠雄本人則為了這個建築新作，嘗試了人生首次繪本創作，出版了《惡作劇的建築家》（いたずらのすきなけんちくか）一書。

## 外部連結
- 官方网站 （日語）（英文）
- 童書森林中之島- 不只有安藤忠雄操刀建築 - ShoppingDesign （页面存档备份，存于）